# Обрадович, Лазар
Лазар Обрадович (серб. Лазар Обрадовић; 5 декабря 1992, Чачак, Союзная Республика Югославия) — сербский футболист, защитник клуба «Борац» из Чачака.

## Карьера
Лазар — выпускник футбольной академии «Бораца».
9 августа 2014 года защитник дебютировал в чемпионате Сербии во встрече с «Доньи Срем». В сезоне 2014/15 Обрадович принял участие в 15 матчах первенства.
10 апреля 2016 года защитник отметился первым забитым мячом, открыв счёт в игре с «Црвеной Звездой».
В начале 2017 года появились слухи об уходе Лазара из «Бораца», однако игрок предпочёл остаться в команде. Год спустя он всё-таки покинул клуб и некоторое время провёл в боснийском клубе «Тузла Сити» и том же «Полете».